# Laslo Đere
Laslo Đere, cyr. Ласло Ђере, węg. Györe László (ur. 2 czerwca 1995 w Sencie) – serbski tenisista, reprezentant kraju w Pucharze Davisa.

## Kariera tenisowa
Od 2013 roku jest zawodowym tenisistą.
W grze pojedynczej zwycięzca trzech turniejów rangi ATP Tour z sześciu osiągniętych finałów.
W 2016 roku zadebiutował w imprezie Wielkiego Szlema podczas French Open. Odpadł wówczas w pierwszej rundzie po porażce z Jordanem Thompsonem.
Od września 2017 roku reprezentant Serbii w Pucharze Davisa.

### Finały w turniejach ATP Tour
| Legenda                                      |
| -------------------------------------------- |
| Wielki Szlem                                 |
| Igrzyska olimpijskie                         |
| Tennis Masters Cup / ATP Finals              |
| ATP Masters Series / ATP Tour Masters 1000   |
| ATP International Series Gold / ATP Tour 500 |
| ATP International Series / ATP Tour 250      |

#### Gra pojedyncza (3–3)
| Końcowy wynik | Nr | Data                 | Turniej        | Nawierzchnia | Przeciwnik            | Wynik finału     |
| ------------- | -- | -------------------- | -------------- | ------------ | --------------------- | ---------------- |
| Zwycięzca     | 1. | 24 lutego 2019       | Rio de Janeiro | Ceglana      | Félix Auger-Aliassime | 6:3, 7:5         |
| Zwycięzca     | 2. | 18 października 2020 | Cagliari       | Ceglana      | Marco Cecchinato      | 7:6(3), 7:5      |
| Finalista     | 1. | 11 kwietnia 2021     | Cagliari       | Ceglana      | Lorenzo Sonego        | 6:2, 6:7(5), 4:6 |
| Finalista     | 2. | 27 sierpnia 2022     | Winston-Salem  | Twarda       | Adrian Mannarino      | 6:7(1), 4:6      |
| Finalista     | 3. | 30 lipca 2023        | Hamburg        | Ceglana      | Alexander Zverev      | 5:7, 3:6         |
| Zwycięzca     | 3. | 2 marca 2025         | Santiago       | Ceglana      | Sebastián Báez        | 6:4, 3:6, 7:5    |